# Dodge and Burn
Dodge and Burn je třetí studiové album americké rockové skupiny The Dead Weather. Vydáno bylo v září 2015 společností Third Man Records a jeho producentem byl Jack White. Vyšlo více než pět let od předchozí desky Sea of Cowards. Umístilo se na desáté příčce hitparády Billboard 200. První singl z alba, obsahující písně „Open Up (That's Enough)“ a „Rough Detective“, vyšel již v lednu 2014. Další dvě písně, „Buzzkill(er)“ a „It's Just Too Bad“, byly zveřejněny v listopadu toho roku. Přibližně měsíc před vydáním desky pak vyšel ještě jeden singl s písněmi „I Feel Love (Every Million Miles)“ a „Cop and Go“.

## Seznam skladeb
1. I Feel Love (Every Million Miles) – 3:16
2. Buzzkill(er) – 3:08
3. Let Me Through – 4:17
4. Three Dollar Hat – 3:23
5. Lose the Right – 3:18
6. Rough Detective – 3:03
7. Open Up (That's Enough) – 3:50
8. Be Still – 2:48
9. Mile Markers – 3:46
10. Cop and Go – 4:07
11. It's Just Too Bad – 3:47
12. Impossible Winner – 4:00

## Obsazení
The Dead Weather
- Alison Mosshart – zpěv
- Jack Lawrence – baskytara, doprovodné vokály
- Jack White – bicí, zpěv, kytara, cowbell, perkuse
- Dean Fertita – kytara, klávesy, klavír, doprovodné vokály

Ostatní hudebníci
- Joshua V. Smith – cowbell
- Katelyn Westergard – housle
- Kristin Weber – housle
- Elizabeth Lamb – viola
- Cara Fox – violoncello